# Agrilus interstitialis
Agrilus interstitialis é uma espécie de inseto do género Agrilus, família Buprestidae, ordem Coleoptera.
Foi descrita cientificamente por Hespenheide & Westcott, em 2011.